# 15381 Spadolini
15381 Spadolini eller 1997 RB1 är en asteroid i huvudbältet som upptäcktes den 1 september 1997 av den italienska astronomen Vittorio Goretti i Pianoro. Den är uppkallad efter Mauro och Barbara Spadolini.
Asteroiden har en diameter på ungefär 3 kilometer.